# Luis Covarrubias Duclaud
Luis Covarrubias Duclaud (Ciudad de México, 1919-1984) pintor, arqueólogo y etnógrafo. Fue hijo de José Covarrubias, pintor aficionado y hermano de Miguel Covarrubias.
Otros de sus murales son:
Mural en el Hotel Majestic de la Ciudad de México (1953). Una hermosa obra. Titulada “Valle de México 1438”
Mural en el Hotel Francis de la Ciudad de México (1958).
Mural en el Museo de Arqueología de Yucatán en la ciudad de Mérida , Yucatán, México (1959).
Tres murales en el Museo de la Ciudad de México, uno de ellos con la colaboración de Gerardo Cantú y Naranjo (1963).

## Inicios y actividad artística
Luis inició su profesión como pintor por la influencia de su hermano Miguel, al grado de abandonar su carrera como químico biólogo-parasitólogo para dedicarse de lleno a la pintura. Sus primeros acercamientos fueron en los años 40 como ayudante, en donde comenzó a realizar representaciones murales alusivas a zonas arqueológicas de México. Además de dedicarse a la pintura mural, también realizó obra pictórica de caballete, trabajos de museografía y estudios alusivos a las culturas prehispánicas y folclore Mexicano, varios de estos últimos culminados en libros publicados.  (Martínez de la Colina , 2014; MNVNoticias, 2014; Secretaría de Cultura, 2014).
De entre sus obras pictóricas en formato mural destacan los murales que se encontraban en el Hotel del Prado en la Ciudad de México en 1947, realizados en colaboración con su hermano Miguel Covarrubias. A causa del daño sufrido en el edificio por sismo de 1985, fueron rescatados, junto con obra de Roberto Montenegro y Diego Rivera, y trasladados a un edificio propiedad del Fondo Nacional de Fomento al Turismo en donde se resguardaron durante algún tiempo, para después ser donados al Instituto Nacional de Bellas Artes, y posteriormente darlos en comodato en 1950 al Museo de Arte Popular. Ambos murales trataban de la historia de la República Mexicana, mostrando los recursos naturales y el folclore de la cultura Mexicana.
También destacan obras realizadas para el sector privado, como para hoteles en la Ciudad de México y en el municipio de Guadalajara en el estado de Jalisco , así como para empresas privadas y museos.
 Además de pintura mural, su producción de pintura de caballete fue basta, y con estas realizó varias exposiciones individuales en diversas galerías de México de las cuales destaca la exposición El tiempo mágico, realizada en 1974 en el Museo de Arte Moderno de la Ciudad de México.
Durante su actividad como artista, mantuvo estrechas relaciones con muralistas de gran envergadura como Diego Rivera y José Clemente Orozco, quienes le compartieron sus conocimientos técnicos.

### Publicaciones
De entre sus publicaciones respecto a estudios alusivos a las culturas prehispánicas y folclore Mexicano destacan:
- El pueblo y el jaguar, en colaboración con Román Piña Chán (1964)
- Trajes regionales de México (1960)
- Artesanías folklóricas de México (1965)

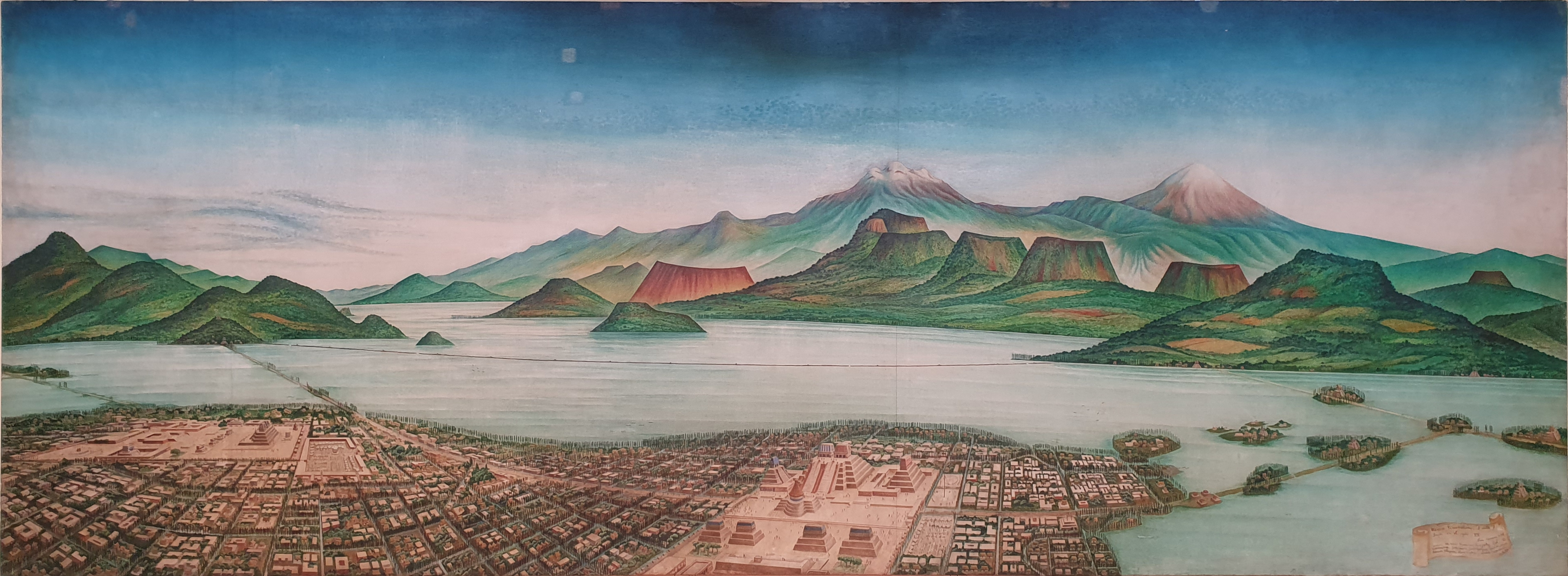
"Mexico Tenoxtitlan, el Valle y los Lagos en el Siglo XV", Museo de la Ciudad de Mexico

- Mexican Native Dances (1979)
- Mexican Native Arts & Crafts (1970)

## Museo Nacional de Antropología
El Museo Nacional de Antropología fue inaugurado el 17 de septiembre de 1964, su diseño estuvo a cargo del arquitecto Pedro Ramírez Vázquez, quien convocó a ingenieros, arquitectos, museógrafos, arqueólogos, antropólogos, etnógrafos, historiadores, asesores académicos, diseñadores y artistas para trabajar conjuntamente en disposición del inmueble como de los espacios interiores. El objetivo principal, sobre todo de los espacios interiores, era que a partir de la elaboración de piezas artísticas de calidad se acompañara el discurso y la museografía de cada una de las salas. Entre los artistas que participaron en tal labor fueron Raúl Anguiano, Rufino Tamayo, Los hermanos José y Tomás Chávez Morado, Jorge González Camarena, Pablo O’Higgins, Leonora Carrington, Luis Covarrubias, entre otros. Luis Covarrubias elaboraría 14 obras para las áreas de Arqueología y Etnografía de diferentes salas del museo.
Las obras murales de Luis Covarrubias, además de cumplir con una función plástica, también fungían como testigo gráfico-pictórico de la historia, biología, cultura y geografía de México. En las escenas representadas para las obras del MNA se pueden encontrar zonas y sitios arqueológicos, mapas de la superficie de México con representaciones de flora y fauna, generalmente en paisajes montañosos y representaciones de grupos sociales con característica vestimenta. Particularmente en las obras de este autor es posible apreciar una paleta de colores brillantes e intensos colocados mediante una pincelada definida, gruesa o fina dependiendo del efecto y la figura, o la forma de lo que pretendía representar.